# Celonites spinosus
Celonites spinosus är en stekelart som beskrevs av Gusenleitner 1966. Celonites spinosus ingår i släktet Celonites och familjen Masaridae. Inga underarter finns listade.